# گیرنده انسولین
گیرنده انسولین (انگلیسی: Insulin receptor) یک گیرندهٔ سطحی سلول است که با اتصال به انسولین، فاکتور رشد شبه انسولین ۱ و فاکتور رشد شبه انسولین ۲ فعال می‌شود و متعلق به خانوادهٔ بزرگ تیروزین کینازهای گیرنده‌ای است.
گیرنده انسولین نقش بسیار مهمی در تنظیم قند خون ایفا می‌کند، فرآیندی عملکردی که تحت شرایط خاص ممکن است منجر به طیف وسیعی از تظاهرات بالینی از جمله دیابت و سرطان شود. پیام‌دهی انسولین، دسترسی سلول‌های بدن به گلوکز خون را کنترل می‌کند. هنگامی که انسولین کاهش می‌یابد، به‌ویژه در کسانی که حساسیت زیادی به انسولین دارند، سلول‌های بدن شروع به انتقال و مصرف چربی‌هایی می‌کنند که نیازی به انتقال از طریق غشاء ندارند. به این ترتیب، انسولین تنظیم‌کننده مهمی در فرایند سوخت‌وساز چربی نیز هست. از نظر بیوشیمیایی، گیرنده انسولین توسط یک ژن رمزگذاری می‌شود که «INSR» نام دارد و طی یک پیرایش دگرسان به یکی از دو ایزوفرم IR-A یا IR-B مبدل می‌شود. رویدادهای پایین‌دستی پس از ترجمهٔ هر یک از ایزوفرم‌ها، منجر به تشکیل پروتئولیتیکی زیرواحدهای آلفا و بتا می‌شوند که پس از ترکیب، در نهایت قادر به هومو یا هترودایمرسازی برای تولید گیرنده انسولین تراغشایی ۳۲۰ کیلو دالتونی با پیوندهای دی سولفید هستند.

## ساختار
در ابتدا، رونویسی پیرایش‌های دگرسان مشتق‌شده از ژن «INSR» برای تشکیل یکی از دو ایزومر مونومریک ترجمه می‌شود: IR-A که در آن اگزون ۱۱ حذف شده‌است، و IR-B که در آن اگزون ۱۱ گنجانده شده‌است. گنجاندن اگزون ۱۱ منجر به افزودن ۱۲ اسید آمینه در جایگاهِ بالادستِ محل برش پروتئولیتیک فیورین درون‌زاد می‌شود.

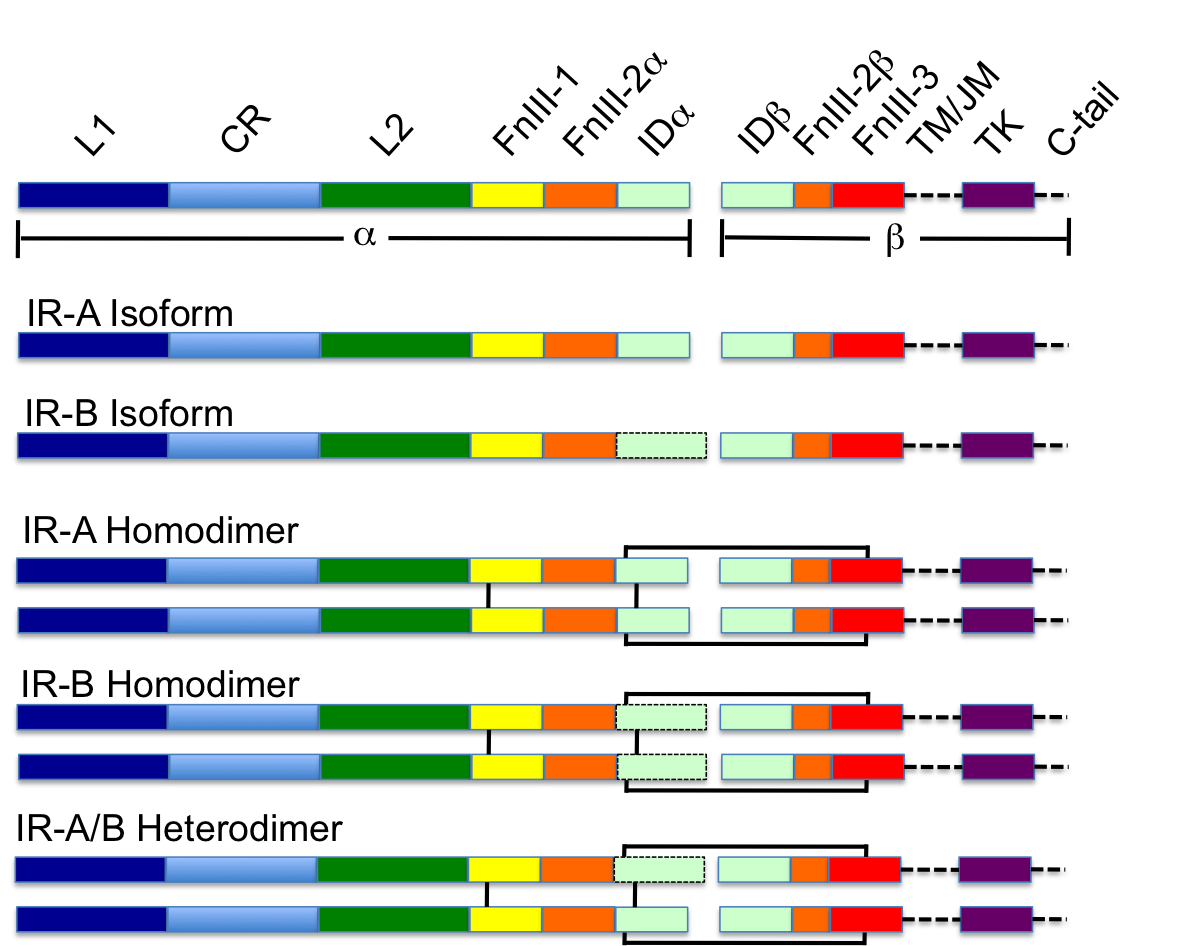
تصویرسازی شماتیک از گیرنده انسولین که بخش‌های مختلف ساختمان آن با رنگ‌های متفاوتی مشخص شده‌است.

به‌دنبال دایمریزاسیون گیرنده، پس از برش آنزیمی زنجیره‌های آلفا و بتا، ۱۲ اسید آمینه اضافی یادشده در پایانه-C زنجیرهٔ آلفا باقی می‌مانند (به آن αCT می‌گویند) و احتمالاً بر تعامل میان لیگاند و گیرنده اثر می‌گذارند. 
هر مونومر ایزومری به لحاظ آرایش ساختاری، از ۸ دومِـین مجزا، یک دومِـین توالی سرشار از لوسین (L1، ریشه‌های ۱ تا ۱۵۷)، یک ناحیه غنی از سیستئین (CR، ریشه‌های ۱۵۸ تا ۳۱۰)، یک توالی سرشار از لوسین دیگر (L2، ریشه هیا ۳۱۱ تا ۴۷۰)، سه دومین فیبرونکتین نوع ۳ با نام‌های «FnIII-1» (ریشه‌های ۴۷۱ تا ۵۹۵)، «FnIII-2» (ریشه‌های ۵۹۶ تا ۸۰۸) و «FnIII-3» (ریشه‌های ۸۰۹ تا ۹۰۶) سازمان‌دهی شده‌است. علاوه بر اینها، یک دومِـین تونهاده (ID، ریشه‌های ۶۳۸ تا ۷۵۶) در درون دومِـین «FnIII-2» وجود دارد که حاوی جایگاه تجزیه و شکافت فیورین آلفا/بتا است که منجر به تشکیل دومِـین‌های IDα و IDβ می‌گردد. در زنجیره بتای پایین‌دستِ دومِـین FnIII-3 یک مارپیچ تراغشایی (TH) و ناحیه کنارغشایی درون‌سلولی (JM) قرار دارد، درست در بالادستِ دومِـین کاتالیتیک درون‌سلولیِ تیروزین کیناز (TK) که مسئول مسیرهای پیام‌رسانی درون‌سلولی بعدی است.
پس از تفکیک مونومر به زنجیره‌های آلفا و بتا مربوطه‌اش، هترو یا همودایمریزاسیون گیرنده انسولین به صورت کووالانسی میان زنجیره‌ها توسط یک پیوند دی‌سولفیدی (و میان مونومرهای یک مولکول دوتایی توسط دو پیوند دی‌سولفیدی) که از هر زنجیره آلفا بیرون زده، حفظ می‌شود. ساختار سه بعدی کلی اکتودومین که دارای چهار محل اتصال لیگاند است، شبیه یک "V" معکوس است، و هر مونومر تقریباً به اندازهٔ ۲ پیچ، حول محوری به موازات دومِـین‌های "V" معکوس و L2 و FnIII-1 از هر مونومر چرخیده‌است و راس "V" را تشکیل می‌دهد.

## اتصال به لیگاند

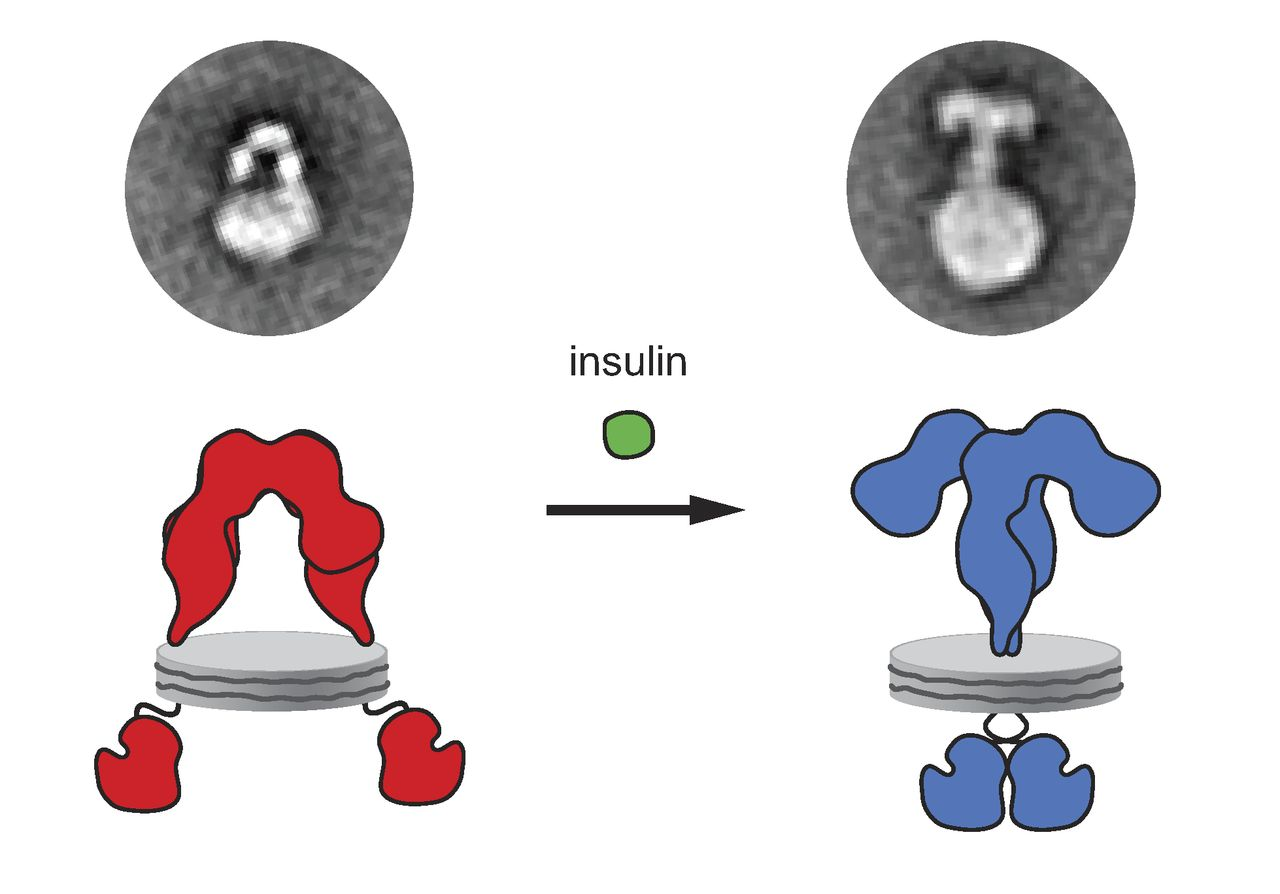
تغییرات ساختاری ناشی از لیگاند در گیرنده انسولینِ انسانی کامل، بازسازی‌شده در نانودیسک‌ها. چپ - ترکیب گیرندهٔ غیرفعال. راست - ترکیب گیرندهٔ فعال‌شده با انسولین. تغییرات مولکولی با میکروسکوپ الکترونی یک مولکول منفرد (پانل بالایی) به تصویر کشیده‌شده و به صورت شماتیک به صورت یک نقاشی (پانل پایینی) نمایش داده شده می‌شوند.

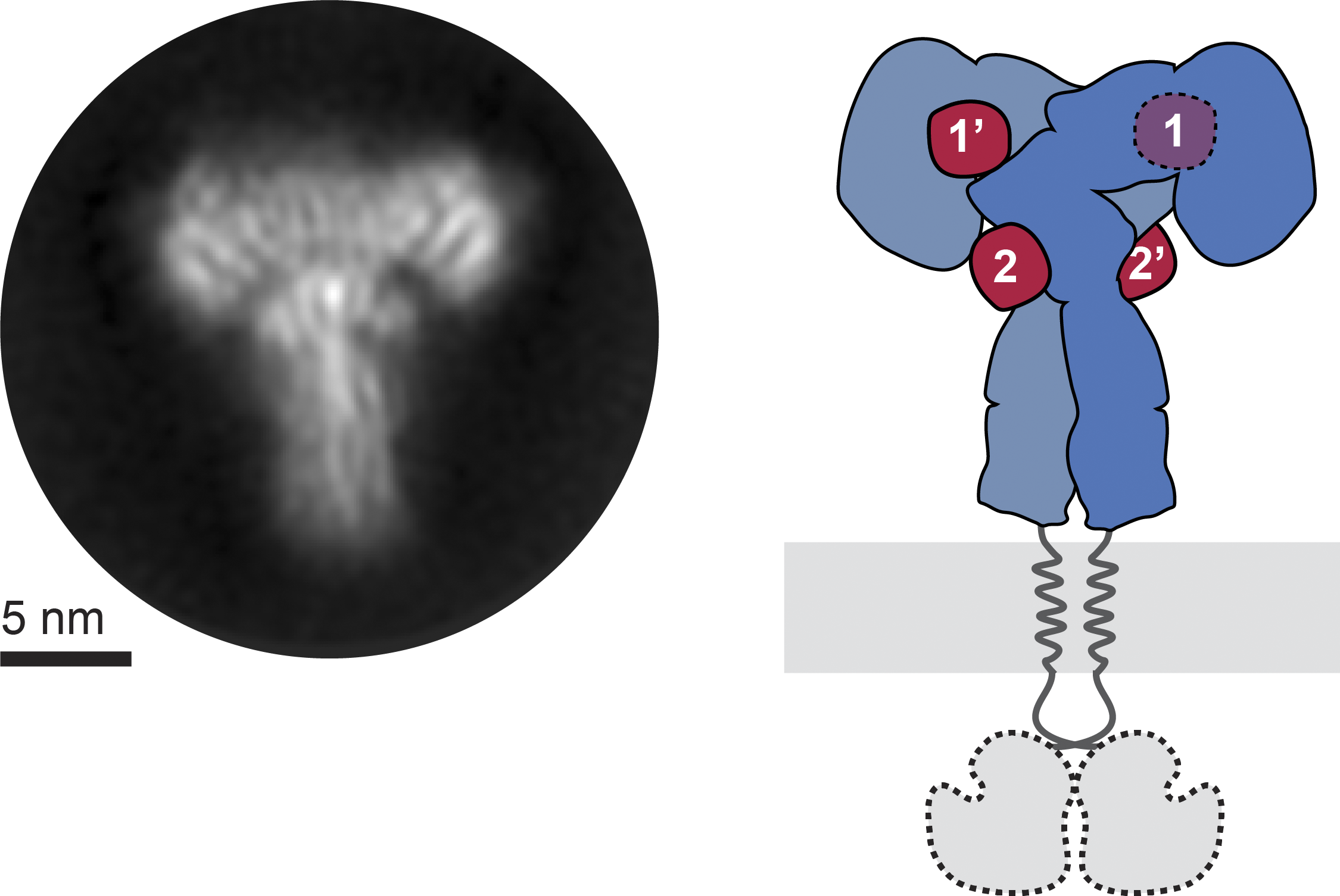
چپ - تصویر میکروسکوپ الکترونی کرایو از ساختار اکتودومین گیرندهٔ انسولین که با لیگاند اشباع شده‌است. راست - ساختار گیرندهٔ انسولین و ۴ جایگاه اتصالی‌اش پس از پیوند با لیگاند که به صورت شماتیک به به تصویر کشیده شده‌است.

لیگاندهای درون‌زای گیرنده انسولین شامل انسولین، فاکتور رشد شبه انسولین ۱ و فاکتور رشد شبه انسولین ۲ است. در سال‌های اخیر، با استفاده از میکروسکوپ الکترونی کرایو، پژوهشگران به بینش ساختاری جدیدی نسبت به تغییرات ساختمانی این گیرنده پس از اتصال به انسولین دست یافتند. اتصال لیگاند به زنجیره‌های α اکتودومین دایمر IR، آن را از یک V معکوس به یک ترکیب T شکل تغییر می‌دهد و این تغییر از نظر ساختاری به تمامی دومِـین‌های غشایی تسری می‌یابد و در نهایت منجر به اتوفسفوریلاسیون ریشه‌های تیروزینی دومِـین تیروزین کیناز (TK) در زنجیرهٔ بتا می‌شود. این تغییرات جذب برخی پروتئین‌های خاص وفق‌دهنده ترارسانی پیام را تسهیل می‌کند که از آن میان می‌توان به پروتئین‌های سوبسترای گیرندهٔ انسولین (IRS) , SHB (هومولوژی ۲ -بی C-Src)، مولکول APS و پروتئین‌فسفاتازهایی چون PTPN1 اشاره کرد. همه اینها در نهایت منجر به فرایندهای پائین‌دستی می‌شود که در هم‌ایستایی گلوکز و تنظیم قند خون نقش دارند.
بررسی‌های دقیق نشان داده که رابطهٔ بین گیرنده انسولین و لیگاند مشخصات آلوستریک پیچیده‌ای دارد. این خواص پیچیده با استفاده از نمودارهای اسکاچارد اثبات شد که با استفاده از آن، مشخص گشت که نسبت «لیگاندِ متصل به گیرنده» به «لیگاند غیر متصل به گیرنده» از یک رابطه خطی (با توجه به تغییرات غلظت لیگاند متصل به گیرنده) برخوردار نیست و نشان می‌دهد که گیرنده انسولین و لیگاندش، رابطه ای از نوع پیوند برهم‌کنشی دارند. علاوه بر اینها، مشاهدهٔ اینکه سرعت تفکیک لیگاند از گیرنده انسولین با افزودن لیگاند آزاد (غیر متصل) تسریع می‌شود، نشان می‌دهد که این پیوند برهم‌کنشی ماهیتی منفی دارد. عبارت دیگر، اتصال اولیه لیگاند به گیرنده انسولین، جلوی اتصال بیشتر لیگاند به دومین جایگاه فعال گیرنده را می‌گیرد که نمودی از بازدارندگی آلوستریک است.
این مدل‌ها بیان می‌کنند که هر مونومر گیرنده انسولین دارای ۲ جایگاه اتصال به انسولین است. جایگاه ۱، که به سطح اتصالی «کلاسیک» انسولین متصل می‌شود و متشکل از دومِـین‌های L1 به اضافه αCT است و جایگاه ۲، متشکل از حلقه‌هایی در محل اتصال دومِـین‌های FnIII-1 و FnIII-2 که پیش‌بینی می‌شود به سطح اتصالی «نوین» انسولین (که آرایشی شش تایی دارد) متصل شود. از آنجایی که هر مونومر دخیل در اکتودومین گیرندهٔ انسولین، رفتار متمم «آینه‌ای» سه‌بعدی از خود نشان می‌دهد، جایگاه ۱ پایانه-N در یک مونومر در نهایت با جایگاه ۲ پایانه-C در مونومر دوم روبروی هم قرار می‌گیرند، این نحوه آرایش برای هر مونومر مکمل آینه‌ای نیز صدق می‌کند (در سمت مقابل ساختار اکتودومین). متون علمی کنونی، جایگاه‌های اتصال مکمل را با تغییر نام‌گذاری جایگاه‌های ۱ و ۲ در مونومر دوم به‌ترتیب به جایگاه ۳ و جایگاه ۴ یا به صورت جایگاه ۱' و جایگاه ۲' مشخص می‌کند. 
به این ترتیب، این مدل‌ها بیان می‌کنند که هر گیرندهٔ انسولین ممکن است از طریق ۴ جایگاه اتصالی به یک مولکول انسولین (که دارای دو سطح اتصال است) پیوند یابد، که جایگاه‌های ۱، ۲، (۳/۱') یا (۴/۲') است. مطابق با مدل‌سازی ریاضی فعلی از سینتیک (مکانیک) انسولین با گیرنده‌اش، دو پیامد مهم برای اتصال عرضی انسولین وجود دارد. (الف) که با مشاهدات فوق‌الذکر از پیوند برهم‌کنشی منفی میان گیرندهٔ انسولین و لیگاندش، اتصال بعدی لیگاند به گیرنده کاهش می‌یابد و (ب) عمل فیزیکی اتصال عرضی است که اکتودومین را به چنین ترکیبی می‌رساند و این ساختار فضایی برای فسفوریلاسیون تیروزین درون‌سلولی لازم است. (یعنی این واکنش‌ها، از ملزومات مهم فعال‌شدنِ گیرنده و حفظ نهایی هم‌ایستایی قند خون است).
دانشمندان توانستند با استفاده از شبیه‌سازی‌های میکروسکوپ الکترونی کرایو و دینامیک ملکولی گیرنده بازسازی‌شده در نانودیسک‌ها، ساختار دایمری کل اکتودومین گیرنده انسولین را با چهار مولکول انسولین متصل‌شده به آن مشاهده کنند؛ بنابراین وجودِ ۴ جایگاه اتصالی پیش‌بینی‌شده توسط علم بیوشیمی تأیید و مستقیماً اثبات شد.

## آگونیست‌ها
- 4548-G05
- انسولین
- فاکتور رشد شبه انسولین ۱
- مکاسرمین

چندین مولکول کوچک آگونیست دیگر برای گیرنده انسولین کشف شده‌است.

## مسیر ترارسانی و انتقال پیام‌های سلولی-مولکولی
گیرنده انسولین نوعی گیرنده تیروزین کیناز است که در آن اتصال یک لیگاند آگونیستی باعث اتوفسفوریلاسیون ریشه‌های تیروزین می‌شود و هر زیرواحد، جفت مولکولی خود را فسفریله می‌کند. افزودن گروه‌های فسفات یک جایگاه اتصالی برای سوبسترای گیرنده انسولین (IRS-1) ایجاد می‌کند که متعاقباً از طریق فسفوریلاسیون فعال می‌شود. سوبسترای فعال‌شده، مسیر انتقال پیام‌های سلولی را آغاز می‌کند و به فسفواینوزیتید ۳-کیناز متصل می‌شود که به نوبه خود باعث فعال شدن این مولکول می‌گردد و تبدیل فسفاتیدیل‌اینوزیتول (۴٬۵) بیس‌فسفات به فسفاتیدیل‌اینوزیتول (۳٬۴٬۵) تری‌فسفات (PIP3) را تسهیل می‌کند. PIP3 به عنوان یک پیام‌رسان ثانویه عمل می‌کند و باعث فعال شدن پروتئین کیناز وابسته به فسفاتیدیل‌اینوزیتول می‌شود، که سپس چندین کیناز دیگر را فعال می‌کند - به‌ویژه پروتئین کیناز بی (PKB، که با عنوان Akt هم شناخته می‌شود). پروتئین کیناز بی، از طریق فعال سازی پروتئین‌های SNARE، باعث انتقال وزیکول‌های حاوی گلوکز (GLUT4) به غشای سلولی می‌شود تا انتشار گلوکز به داخل سلول را تسهیل کند. پروتئین کیناز بی همچنین گلیکوژن سنتاز کیناز ۳ را که آنزیم بازدارندهٔ گلیکوژن سنتاز است، فسفریله و مهار می‌کند؛ بنابراین، پروتئین کیناز بی در آغاز فرایند گلیکوژنز هم نقش دارد که در نهایت غلظت قند خون را کاهش می‌دهد.
- تأثیر انسولین بر جذب و سوخت‌وساز گلوکز. انسولین به گیرنده خود متصل می‌شود (۱)، که به نوبه خود، آبشارهای فعال‌سازی بسیاری از پروتئین را آغاز می‌کند (۲). اینها عبارتند از: انتقال حامل شمارهٔ ۴ گلوکز به غشای پلاسمایی و درون‌ریزی گلوکز (۳)، ساخت گلیکوژن (۴)، گلیکولیز (۵)، و ساخت اسیدهای چرب (۶).
- ترارسانی سلولی-مولکولی پیام انسولین: در پایان فرایند ترارسانی پیام، پروتئین فعال‌شده به پروتئین‌های فسفاتیدیل‌اینوزیتول (۴٬۵) بیس‌فسفات تعبیه‌شده در جدارهٔ سلول متصل می‌شود.

## عملکرد

### تنظیم بیان ژن
IRS-1 فعال‌شده به عنوان یک پیام‌رسان ثانویه در سلول عمل می‌کند تا رونویسی ژن‌های تنظیم‌شونده با انسولین را تحریک کند. ابتدا، پروتئین شمارهٔ ۲ متصل به گیرندهٔ فاکتور رشد به ریشهٔ فسفوتیروزین IRS-1 در دومِـین SH2 خود متصل می‌شود. سپس GRB2 می‌تواند به ژن SOS متصل شود، که به نوبه خود موجب جایگزینی گوانوزین دی‌فسفات با گوانوزین تری‌فسفات در مولکول Ras می‌گردد که نوعی جی‌پروتئین است. سپس این پروتئین یک آبشار فسفریلاسیون را آغاز می‌کند و منجر به ایجاد یک پروتئین کیناز فعال‌شده با میتوژن می‌گردد که وارد هستهٔ سلول شده و عوامل مختلف رونویسی درون‌هسته‌ای (همچون پروتئین ELK1) را فسفریله می‌کند.

### تحریک ساخت گلیکوژن
ساخت گلیکوژن نیز توسط گیرنده انسولین از طریق IRS-1 تحریک می‌شود. در این حالت، دومین SH2 فسفواینوزیتید ۳-کیناز است که به ریشهٔ فسفوتیروزین IRS-1 متصل می‌شود. فسفواینوزیتید ۳-کیناز فعال‌شده، فسفاتیدیل‌اینوزیتول (۴٬۵) بیس‌فسفات غشایی را به فسفاتیدیل‌اینوزیتول (۳٬۴٬۵) تری‌فسفات تبدیل می‌کند. این کار به‌طور غیر مستقیم پروتئین کیناز بی را از طریق فسفریلاسیون فعال می‌کند. پروتئین کیناز بی به نوبهٔ خود چندین پروتئین دیگر، از جمله گلیکوژن سنتاز کیناز ۳ را تحریک می‌کند. گلیکوژن سنتاز کیناز ۳، مسئول فسفریلاسیون و غیرفعال‌سازی آنزیم گلیکوژن سنتاز است. وقتی گلیکوژن سنتاز کیناز ۳ فسفریله می‌شود، غیرفعال می‌گردد و بدین ترتیب آنزیم گلیکوژن سنتاز هم فعال نمی‌شود. به این ترتیب انسولین سنتز گلیکوژن را افزایش می‌دهد.

### تجزیهٔ انسولین
هنگامی که یک مولکول انسولین به گیرنده‌اش متصل شد و وظیفه‌اش را انجام داد، یا دوباره به محیط برون‌سلولی رها می‌شود یا توسط سلول تجزیه می‌شود. مراحل تجزیه معمولاً شامل درون‌بری ترکیب گیرنده-انسولین و به دنبال آن کنشِ آنزیم تجزیه‌کننده انسولین است. بیشتر مولکول‌های انسولین توسط سلول‌های کبد تجزیه می‌شوند. تخمین زده شده‌است که یک مولکول معمولی انسولین در نهایت حدود ۷۱ دقیقه پس از انتشار اولیه آن در گردش خون تجزیه می‌گردد.

### دستگاه ایمنی
علاوه بر عملکرد سوخت‌وسازی، گیرنده‌های انسولین بر روی سلول‌های دستگاه ایمنی مانند ماکروفاژها، لنفوسیت‌های بی و لنفوسیت‌های تی نیز بیان می‌شوند. گیرنده‌های انسولین در لنفوسیت‌های تی در حالت استراحت چندان دیده نمی‌شوند، اما با فعال شدن گیرنده لنفوسیت تی (TCR) بیان آن افزایش می‌یابد. در واقع، ثابت شده‌است که زمانی که انسولین به صورت اگزوژن (برون‌زاد یا دارویی) در شرایط آزمایشگاهی به مدل‌های حیوانی عرضه می‌شود، تکثیر لنفوسیت‌های تی را در آنان تقویت می‌کند. سیگنال‌دهی گیرنده انسولین برای به حداکثر رساندن اثر بالقوه لنفوسیت‌های تی در طول عفونت حاد و التهاب حائز اهمیت است.

## ارتباط با بیماری‌ها
وظیفهٔ اصلی گیرنده انسولین فعال‌شده، افزایش جذب گلوکز توسط سلول‌هاست. به همین دلیل «عدم حساسیت به انسولین» یا کاهش پیام‌رسانی گیرنده انسولین منجر به دیابت نوع ۲ می‌شود: سلول‌ها قادر به جذب گلوکز نیستند و نتیجه هایپرگلیسمی (افزایش قند خون در گردش) و تمام عواقب بالقوهٔ ناشی از این بیماری ممکن است رخ دهد.
مبتلایان به مقاومت به انسولین گاهی علامت پوستی آکانتوز نیگریکانس دارند.
تاکنون چند بیمار با جهش هموزیگوت در ژن INSR شرح داده شده‌است که باعث سندرم داناهیو یا «لپریکانیسم» می‌شود. در این اختلال ژنتیکی اتوزومال مغلوب گیرنده انسولین کاملاً فاقد عملکرد طبیعی خود است. این بیماران دارای گوش‌های کوچک برجسته، اغلب، سوراخ‌های بینی باز، لب‌های کلفت و دچار عقب‌افتادگی شدید رشد هستند. در بیشتر موارد پیش‌آگهی این بیماری در نوزادان مبتلا بسیار بد است و در سال اول زندگی می‌میرند. جهش‌های دیگر همان ژن باعث اختلال خفیف‌تری به نام سندرم رابسون-مندنهال می‌شود که در آن بیماران دارای دندان‌های غیرطبیعی خاص، لثه‌های هیپرتروفیک و بزرگ شدن غده پینه‌آل هستند. در هر دو بیماری نوسانات قند خون وجود دارد: بعد از غذا، گلوکز در ابتدا بسیار بالا است و سپس به سرعت به سطوح غیرطبیعی افت می‌کند. سایر جهش‌های ژنتیکی در ژن گیرنده انسولین می‌توانند باعث مقاومت شدید به انسولین شوند. Other genetic mutations to the insulin receptor gene can cause Severe Insulin Resistance.

## تعامل‌های شیمیایی
گیرنده انسولین با مولکول‌های زیر تعامل پروتئین-پروتئین دارد.
- ENPP1[۲۲]
- جی‌آربی۱۰[۲۳][۲۴][۲۵][۲۶][۲۷]
- GRB7[۲۸]
- IRS1[۲۹][۳۰]
- MAD2L1[۳۱]
- PRKCD[۳۲][۳۳]
- PTPN11[۳۴][۳۵]
- SH2B1[۳۶][۳۷]

## برای مطالعهٔ بیشتر
- Pearson RB, Kemp BE (1991). "Protein kinase phosphorylation site sequences and consensus specificity motifs: tabulations". Methods in Enzymology. 200: 62–81. doi:10.1016/0076-6879(91)00127-I. ISBN 978-0-12-182101-2. PMID 1956339.
- Joost HG (February 1995). "Structural and functional heterogeneity of insulin receptors". Cellular Signalling. 7 (2): 85–91. doi:10.1016/0898-6568(94)00071-I. PMID 7794689.
- O'Dell SD, Day IN (July 1998). "Insulin-like growth factor II (IGF-II)". The International Journal of Biochemistry & Cell Biology. 30 (7): 767–71. doi:10.1016/S1357-2725(98)00048-X. PMID 9722981.
- Lopaczynski W (1999). "Differential regulation of signaling pathways for insulin and insulin-like growth factor I". Acta Biochimica Polonica. 46 (1): 51–60. doi:10.18388/abp.1999_4183. PMID 10453981.
- Sasaoka T, Kobayashi M (August 2000). "The functional significance of Shc in insulin signaling as a substrate of the insulin receptor". Endocrine Journal. 47 (4): 373–81. doi:10.1507/endocrj.47.373. PMID 11075717.
- Perz M, Torlińska T (2001). "Insulin receptor--structural and functional characteristics". Medical Science Monitor. 7 (1): 169–77. PMID 11208515.
- Benaim G, Villalobo A (August 2002). "Phosphorylation of calmodulin. Functional implications". European Journal of Biochemistry. 269 (15): 3619–31. doi:10.1046/j.1432-1033.2002.03038.x. hdl:10261/79981. PMID 12153558.